# Alónia (Samothrace)
Alónia (grec moderne : Αλώνια) est une localité située dans le dème de Samothrace, dans le district régional d'Évros, dans la periphérie de Macédoine-Orientale-et-Thrace, en Grèce.
Selon le recensement de 2021, la localité compte 448 habitants.